# Gustavo Toledo
Gustavo Ariel Toledo (19 de septiembre de 1989, Avellaneda, Buenos Aires; Argentina) es un exfutbolista argentino. Jugaba como lateral derecho y su último club fue Atlético Tucumán de la Liga Profesional.

## Trayectoria
Toledo es uno de los grandes resultados del semillero de Banfield. Jugó con la camiseta del "Taladro" en la Primera y Segunda división de Argentina. Tiene dos goles en Banfield, uno se lo marcó a San Lorenzo de Almagro y el otro a San Martín de San Juan.

## Clubes
| Club             | País      | Año         |
| ---------------- | --------- | ----------- |
| Banfield         | Argentina | 2010 – 2014 |
| Independiente    | Argentina | 2015 – 2017 |
| Colón            | Argentina | 2017 – 2019 |
| Atlético Tucumán | Argentina | 2019 – 2021 |

## Estadísticas
Datos actualizados al último partido jugado, el 26 de abril de 2021.
| Banfield Argentina |               |               |     |   |    |   |    |     |     |   |
| 1.ª | C-2010        | 2             | 0   | - | -  | - | -  | 2   | 0   |   |
| 1.ª | A-2010        | 7             | 0   | - | -  | 2 | 0  | 9   | 0   |   |
| 1.ª | C-2011        | 10            | 1   | - | -  | - | -  | 10  | 1   |   |
| 1.ª | A-2011        | 7             | 0   | 1 | 0  | - | -  | 8   | 0   |   |
| 1.ª | C-2012        | 5             | 0   | 1 | 0  | - | -  | 6   | 0   |   |
| 2.ª | 2012-13       | 20            | 0   | 2 | 1  | - | -  | 22  | 1   |   |
| 2.ª | 2013-14       | 35            | 1   | - | -  | - | -  | 35  | 1   |   |
| 1.ª | 2014          | 19            | 0   | 2 | 0  | - | -  | 21  | 0   |   |
| Total club | Total club    | 105           | 2   | 6 | 1  | 2 | 0  | 113 | 3   |   |
| Independiente Argentina |               |               |     |   |    |   |    |     |     |   |
| 1.ª | 2015          | 29            | 0   | 2 | 0  | 6 | 0  | 37  | 0   |   |
| 1.ª | 2016          | 14            | 0   | 1 | 0  | - | -  | 15  | 0   |   |
| 1.ª | 2016-17       | 9             | 0   | 1 | 0  | 3 | 0  | 13  | 0   |   |
| Total club | Total club    | 52            | 0   | 4 | 0  | 9 | 0  | 63  | 0   |   |
| Colón Argentina |               |               |     |   |    |   |    |     |     |   |
| 1.ª | 2017-18       | 23            | 1   | - | -  | 2 | 0  | 25  | 1   |   |
| 1.ª | 2018-19       | 19            | 0   | 4 | 0  | 5 | 0  | 28  | 0   |   |
| Total club | Total club    | 42            | 1   | 4 | 0  | 7 | 0  | 53  | 1   |   |
| Atlético Tucumán Argentina |               |               |     |   |    |   |    |     |     |   |
| 1.ª | 2019-20       | 3             | 0   | - | -  | 1 | 0  | 4   | 0   |   |
| 1.ª | 2020          | 0             | 0   | 4 | 0  | 1 | 0  | 5   | 0   |   |
| 1.ª | 2021          | 0             | 0   | 4 | 0  | 0 | 0  | 4   | 0   |   |
| Total club | Total club    | 3             | 0   | 8 | 0  | 2 | 0  | 13  | 0   |   |
| Total carrera | Total carrera | Total carrera | 202 | 3 | 14 | 1 | 19 | 0   | 235 | 4 |
| (1) Incluye datos de la Copa Argentina, Copa de la Superliga Argentina. (2) Incluye datos de la Copa Sudamericana, Copa Libertadores. (3) No incluye goles en partidos amistosos. |               |               |     |   |    |   |    |     |     |   |

## Palmarés

### Campeonatos nacionales
| Título             | Club     | Sede     | Año     |
| ------------------ | -------- | -------- | ------- |
| Primera B Nacional | Banfield | Banfield | 2013/14 |